# Louis Dollo

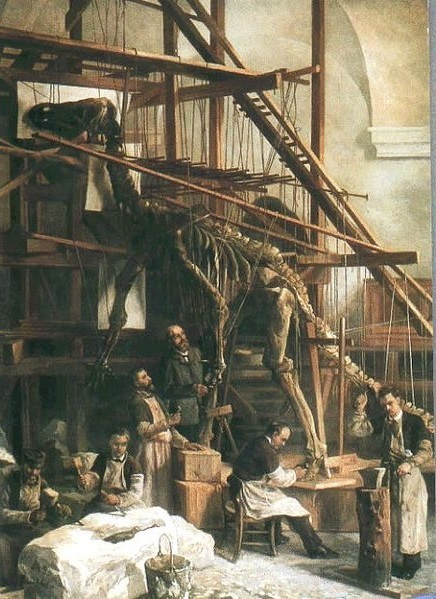
Louis de Pauw supervisando el primer montaje de un esqueleto de iguanodon en 1882. La reconstrucción en esta postura bípeda fue diseñada y dirigida por Louis Dollo (pintura de L. Becker).

Louis Antoine Marie Joseph Dollo, conocido como Louis Dollo, nacido en Lille el 7 de diciembre de 1857 y fallecido en Bruselas el 19 de abril de 1931, fue un paleontólogo belga de origen francés, conocido por sus trabajos sobre los dinosaurios y por su hipótesis sobre la naturaleza irreversible de la evolución, conocida como ley de Dollo.

## Biografía
Después de estudiar ingeniería (ingénieur IDN - École centrale de Lille) y empezar su carrera en la industria, se trasladó a Bélgica. Entre 1882 y 1885, mientras era conservador de la sección de los vertebrados fósiles del Institut royal des Sciences naturelles de Belgique, dirigió la reconstrucción de los de los célebres iguanodontes del yacimiento de Bernissart, que hizo montar sobre sus patas posteriores. El primero se completó en la capilla del Palacio Nassau, que servía de taller al Real Instituto Belga de Ciencias Naturales, que tenía por entonces la sede en dicho palacio. Una decena de estos esqueletos constituye la principal atracción del museo en su ubicación actual.
Hacia 1890, formuló una hipótesis sobre la naturaleza irreversible de la evolución, conocida posteriormente con el nombre de "ley de Dollo", según la cual una estructura o un órgano perdido o abandonado en el curso de la evolución no sabría reaparecer en el seno de la misma descendencia de organismos. Esta hipótesis muy ampliamente admitida ha sido rebatida en 2003 por los trabajos de Michael F. Whiting sobre la reversión, descubierta gracias al estudio de ciertos insectos que, después de haber perdido sus alas, las habrían recuperado cincuenta millones de años más tarde.
Más tarde, Luis Dollo prosiguió sus trabajos sobre los fósiles aumentando el estudio de los dinosaurios y de su ecología, sobre lo que más se inclina, y de los peces, reptiles y aves. Dio clases en la universidad de Bruselas a partir de 1909 y recibió en 1912 la Medalla Murchison.

## Abreviatura (zoología)
La abreviatura Dollo  se emplea para indicar a Louis Dollo como autoridad en la descripción y taxonomía en zoología.

## Publicaciones
Obras
- La Vie au sein des mers (1891)
- La Paléontologie éthologique. Bulletin de la Société belge de géologie, de paléontologie et d'hydrologie,Tome XXIII (Memoires-Bruxelles,1910)

Como traductor
- John Tyndall, Les Microbes (1882)
- Rudolf Hörnes, Manuel de paléontologie (1886)
- Wilhelm Krause, Manuel d'anatomie humaine (1887-89)

Reediciones de comunicados científicos
- Stephen Jay Gould (editor), Louis Dollo's Papers on Paleontology and Evolution: Original Anthology, Arno Press, New York, 1980.
- David B. Weishampel et Nadine M. White (editores), The Dinosaur Papers, Smithsonian Institution Books, Washington, 2003.